# Cratere To Ngoc Van
To Ngoc Van  è un cratere sulla superficie di Mercurio.